# Paul Chavanon
Pour les articles homonymes, voir Chavanon (homonymie).
Paul Chavanon, né le 8 décembre 1898 à Paris, où il est mort le 21 novembre 1962, est un médecin français, otorhinolaryngologiste et homéopathe. Il est représentatif du mouvement antivaccins français dans la période 1930-1950.

## Biographie
Il naît à Paris le 8 décembre 1898, d'un père très érudit (professeur de lettres : latin et grec), qui meurt quand Paul est enfant.
Il fait des études classiques à l'école Massillon. En 1926 il est reçu docteur en médecine à la Faculté de Médecine de Paris avec une thèse sur l'anesthésie. Pendant cinq ans, il est externe des hôpitaux de Paris. Puis il étudie l'homéopathie, et se spécialise en otorhinolaryngologie, en appliquant l'homéopathie à l'ORL.
Membre de nombreuses Sociétés d'Homéopathes, de plusieurs syndicats médicaux, et de sociétés de radiesthésie, il est chargé de cours de clinique et thérapeutique ORL en homéopathie.
Il meurt à Paris le 21 novembre 1962, et est inhumé au cimetière du Montparnasse.

## Travaux

### Homéopathie
Il étudie l'alchimie et la spagyrie pour améliorer l'efficacité de ses remèdes. Il fonde le Laboratoire des Produits Homéopathiques PC (pour Paul Chavanon), 6-8, rue de Milan à Paris, pour faire confectionner des remèdes en faisant respecter ses exigences de qualité. Il crée de nombreuses spécialités homéopathiques vendues en pharmacie, dont les plus connues restent Sédatif PC (calmant neuro-psychique) et Homéoplasmine (contre les irritations de la peau).
Il est l'un des fondateurs du Dispensaire Hahnemann (Paris, 13e) dont il est le spécialiste ORL. Il apporte sa contribution pour préciser les correspondances entre les dilutions korsakoviennes et hahnemanniennes.
Le 4 août 1939, au 14e Congrès international d'homéopathie à Lucerne (Suisse), il présente sa « Recherche d'un Test démontrant l'action immunisante des hautes dilutions de toxines diphtériques ».

### Antivaccinisme
Paul Chavanon est un grand pourfendeur des vaccinations, auteur prolifique très actif dans la période 1930-1950 et représentatif de l'antivaccinisme français. Dès le 29 avril 1928, il donne des causeries au Radio-Journal de France sous le pseudonyme de Dr Fougères ; il parle surtout de l'homéopathie, mais aussi des vaccins, et ce qu'il en dit (en particulier à propos de la diphtérie) le fait remercier par Radio-Journal le 6 février 1929.
Dans les années 1930, la vaccination antidiphtérique est rendue obligatoire, d'abord pour les enfants de l'Assistance publique et les conscrits militaires, puis elle est généralisée par la loi du 25 juin 1938 à tous les écoliers avec interdiction théorique d'accès à l'école sans carnet de vaccination à jour. En fait, les lois d'obligation vaccinale (depuis celle de la variole en 1902) sont mal appliquées car les sanctions prévues sont rarement mises en œuvre par des maires soucieux de ménager leurs électeurs réfractaires.
Paul Chavanon publie plusieurs ouvrages à succès contre cette vaccination, dont La Diphtérie.Traitement clinique et immunisation (trois éditions successives entre 1929 et 1932) et surtout On peut tuer ton enfant (1938) où il développe l'argumentaire désormais classique de l'antivaccinisme :
- Le vaccin tue (témoignage de parent de victime) et il est inefficace (diphtérie des vaccinés) ;
- Il existe un traitement homéopathique efficace, mais il est rejeté par une propagande d'État, soutenue par l'Institut Pasteur et l'Agence Havas ;
- Les enfants sont traités comme des cobayes et les parents de soldats n'osent pas porter plainte contre l'armée ;
- Il faut instaurer la responsabilité pénale des vaccinateurs et faire la « grève des écoles » contre les vaccinations scolaires.

Après la guerre, il continue son combat avec Nous, les cobayes (1946) et La guerre microbienne est commencée (1950), ouvrages dont le succès est dû en partie au courant représenté par la revue écologiste La Vie claire.
En 1948, Il participe, avec Jules Tissot, à la création d'une première ligue antivaccinale dite « Santé et Liberté », pour exiger le respect de la liberté en matière de vaccinations.

### Autres
Il invente un masque anesthésique universel, un écarteur parallèle automatique pour la chirurgie crânienne, un fauteuil d'examen et d'opération pour l'ORL, un ouvre-bouche automatique, une seringue à répétition, une gouge pour interventions sur la cloison nasale, un réducteur de poche pour tous courants, etc.
Il s'intéresse à tout : la peinture (il expose des tableaux au Salon des Médecins, qui sont reproduits en couleurs dans des revues d'Art), la chasse (il fait construire des fusils sur des plans personnels, pour être plus précis), l'électricité, le kayak (il conçoit et fait fabriquer un kayak démontable), la photographie (il reçoit des prix pour des clichés photographiques qu'il présente dans des expositions)...

## Publications
- L'Anesthésie simple et précise, In-8° de 38 pages, 30 clichés et schémas

(deux fois couronné par la Faculté de Médecine de Paris: Prix Barbier et Médaille de Bronze, année 1925-26); 1re édition: 1926, 2e édition: 1927
- La Diphtérie. Traitement clinique et immunisation; 1re édition: 1929, 2e édition: 1930, 3e édition: 1931
- La Diphtérie. Traité de thérapeutique et immunisation, 320 pages In-8°, 24 clichés; 4e édition: 1932
- Thérapeutique O.R.L. Homéopathique, 704 pages in-8°, 25 clichés et schémas, Ed. Dangles, 1935, puis Ed. Similia, 1989
- On peut tuer ton enfant, 1938; réimprimé dans Nous, les ...Cobayes en 2e chapitre
- Nous, les ...Cobayes. Documentation sur l'anatoxine et l'hypotoxine diphtériques, préface du docteur Léon Renard, Ed. Médicis, Paris, 1946
- La Guerre microbienne est commencée (BCG, etc.), Ed. Dangles, Paris, 1950
- Mémento homéopathique d'urgence avec le docteur Levannier

Paul Chavanon est aussi l'auteur de nombreux articles dans des revues d'homéopathie et de plusieurs communications dans des congrès d'homéopathie.